# Centre national de tir sportif
Centre national de tir sportif (tj. Národní centrum sportovní střelby) je sportovní zařízení v obci Déols v departementu Indre, které provozuje Francouzská střelecká federace. Sportoviště umožňuje provozovat 12 střeleckých disciplín.

## Historie
Stejně jako jiné olympijské sportovní federace se i Francouzská střelecká federace rozhodla vytvořit národní sportovní centrum. Projekt byl zahájen v roce 2012, základní kámen byl položen v roce 2016 a areál byl slavnostně otevřen v roce 2018 na ploše 89 hektarů. Soutěže se zde konaly ještě před oficiální inaugurací, např. v roce 2017 zde proběhlo mistrovství světa ve střelbě na rychlost.
V roce 2018 bylo v souvislosti s vývojem požadavků vydaných mezinárodní federací pro pořádání akcí na vysoké úrovni rozhodnuto o rozšíření. Projekt, který byl zahájen v roce 2021 byl dokončen na konci roku 2022.
Místo si vybrala společnost Keolis na konci roku 2019 jako testovací místo pro svá autonomní vozidla.
Organizátoři letních olympijských her 2024 plánovali na střelnici pořádat střelecké akce, ale organizační výbor pro letní olympijské a paralympijské hry 2024 zpočátku preferoval sportoviště v La Courneuve. Kvůli nárůstu požadavků ale byla tato lokalita odložena. V červenci 2022 bylo proto federací vybráno toto sportoviště pro soutěž ve sportovní střelbě olympijských her v roce 2024.